# Flughafen Lānaʻi

i7
i11
i13
Der Flughafen Lānaʻi (englisch Lānaʻi Airport, IATA-Code: LNY, ICAO-Code: PHNY)  ist ein öffentlicher, vom Staat betriebener Flughafen, der sich 6 km südwestlich von Lānaʻi-City, Maui County, Hawaii befindet. Er ist der einzige Flughafen auf der Insel Lānaʻi.
Gemäß Aufzeichnungen des Transportministeriums des Bundesstaates Hawaii wurden 2016 64.483 Passagiere gezählt.

## Infrastruktur und Flugzeuge
Der Flughafen hat eine Fläche von 204 Hektar und befindet sich auf einer Höhe von 399 Metern über Meer. Er hat eine asphaltierte Landebahn, welche die Bezeichnung 03/21 trägt, und 1524 Meter lang und 46 Meter breit ist.
In der Zeit zwischen dem 17. März 2006 und dem 16. März 2007 verzeichnete man 6760 Flugbewegungen, durchschnittlich 18–19 pro Tag: 65 % gewöhnliche Flüge, 22 % Lufttaxi, 12 % General Aviation (Allgemeine Luftfahrt) und 2 % Militär.

## Fluggesellschaften und Flugziele
| Fluggesellschaft  | Flugziele         |
| ----------------- | ----------------- |
| Island Air        | Honolulu, Kahului |
| Mokulele Airlines | Honolulu          |